# Damassine AOP

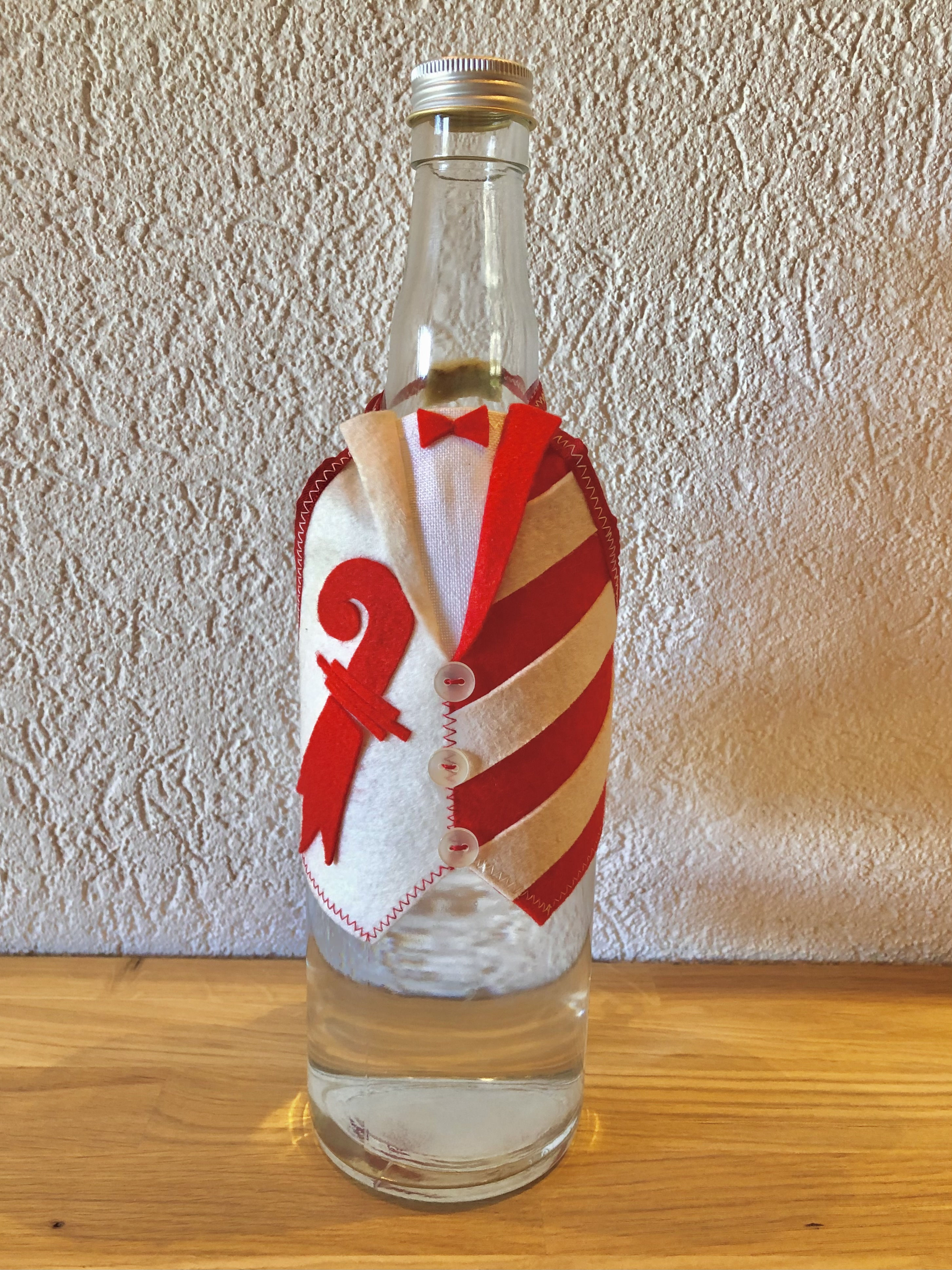
Damassine AOP in der Livrée jurassienne

Damassine AOP ist ein seit 2010 auf den Kanton Jura beschränkter AOP-klassifizierter Eau de vie aus der Schweiz. Er wird ausschliesslich aus der Pflaumensorte Damassine hergestellt. Sein Hauptanbaugebiet liegt in der Ajoie, wo die rote Pflaumensorte Damasson rouge wächst und als Aushängeschild des Kantons Juras gilt.
Die Obstbäume dieser Pflaumensorte haben eine Blüte von strahlendem Weiss und tragen im Spätsommer rote Früchte. Aus diesen Früchten wird der kräftige Branntwein Damassine AOP hergestellt. In den Anfangsjahren wurden pro Jahr durchschnittlich 10‘000 bis 12‘000 Liter Brand gewonnen.

## Geschichte
Legendenhaft ist überliefert, dass der Herzog von Anjou den Damaskus-Pflaumenbaum vom Kreuzzug von Damiette (5. Kreuzzug) mitgebracht habe. Damaskus, die orientalische Stadt in Syrien, steht dabei stellvertretend für den Kulturraum, der das Eroberungsziel der Kreuzfahrer war, und nicht unbedingt für die Region um diese Stadt herum. Auch dürfte bei diesem Kreuzzug kein adeliger Herrscher aus dem Haus Anjou dabei gewesen sein, da die Führungsposition zu dieser Zeit vakant war und ein Herzog von Anjou erst 1246 ernannt wurde – bis 1204 waren es Grafen.
Nach anderen Quellen waren es Bauern aus der Ajoie, die Pflaumenkerne aus Jerusalem mitbrachten, wohin sie 1129 beim 2. Kreuzzug aufgebrochen waren. Branchenumfragen zum Beginn des Damassine-Anbaus im Kanton Jura ergaben kein klares Bild. Der Anbau lässt sich aber bis ins 17. oder sogar 16. Jahrhundert zurückverfolgen.
Laut dem AOP-Registrierungsantrag gehen die ersten Hinweise auf den Anbau von rotem Damasson im Jura auf das Jahr 1860 zurück. Bereits 1655 war aber ein «Roter Prusnier» vor Gericht aktenkundig geworden, was darauf hindeutet, dass bereits damals dort die rote Pflaume zusammen mit der blauen, lokalen Pflaume heimisch war.
Das Jahr 1988 gilt als Startpunkt, zu dem die geschützte Ursprungsbezeichnung auf den Weg gebracht wurde. In diesem Jahr meldete eine Firma ausserhalb der Ajoie die Bezeichnung Damassine als Marke an. Dazu wurde 1990 ein Interessenverband gegründet, der 1994 vom Obstbauernverband Association des producteurs de fruits d’Ajoie bestätigt wurde. Gemeinsam reichte man den AOP-Antrag ein, der 2005 publiziert wurde. Unter den Obstbauern der Region begann eine Diskussion, welche Kriterien zur Bestimmung ihres Produktes gelten sollten, um den AOP-Schutz festzulegen. Es galt, für Gebietsaufteilung, Art der Vermehrung der Bäume, Technik der Fermentation und Destillation Antworten zu finden. Am 4. Juli 2000 wurde das Registrierungsgesuch eingereicht.
Insgesamt gab es 13 Einsprüche zu diesem Antrag, die alle abgewiesen wurden. Besonders schwerwiegend waren die «geografische Beschränkung des Gebiets auf die Republik und auf den Kanton Jura» und der zu schützende Name Damassine, der nicht durch die Erweiterung «du Jura» bestimmt werden sollte. Das Bundesgericht entschied sich am 26. Februar 2010 für die Erteilung des Gebietsschutzes.

## Herstellung

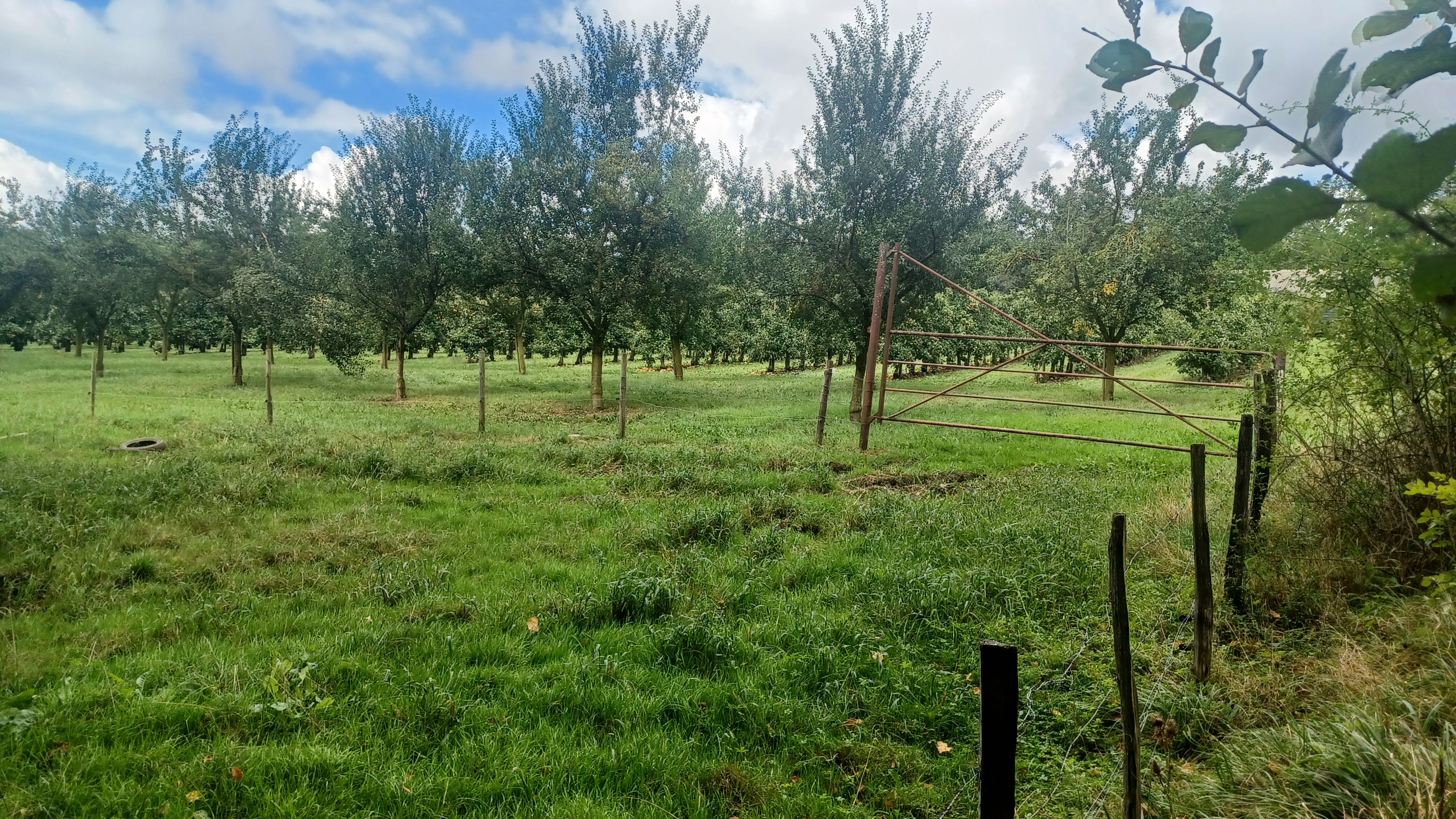
Obstplantage bei Pruntrut: Hinter zwei Reihen von Apfelbäumen ist eine Anlage von Damassine

Das Fruchtfleisch reifer Früchte ist bläulich. Die roten, kugelförmigen Früchte in der Grösse von Mirabellen fallen selbst vom Baum und müssen aufgelesen werden, um den Qualitätsansprüchen des AOP zu genügen. Dazu werden unter den Bäumen Netze ausgelegt. Für einen Liter Damassine AOP benötigt man etwa 900 Früchte.
Nach der Ernte werden die Früchte gesäubert und bei 15 bis 25 °C in Fässern gelagert. Die Früchte werden nicht entsteint und nicht gemaischt. In dieser Zeit sind die Früchte einem Gärprozess unterworfen. Ab dem Martinstag des Erntejahres und bis zum Jahresende, also spätestens am 31. Dezember, muss die Destillation erfolgen. Zur Reduzierung des Alkoholgrades darf der Brand nur mit destilliertem oder entmineralisiertem Wasser aus dem geografischen Gebiet versetzt werden. Zur Zertifizierung gehört auch eine Degustation.
Neben den alkoholischen Produkten werden die Früchte auch für Sirupe, Konfitüre, Trockenfrüchte und anderes verwendet, dann aber ohne die AOP-Zertifizierung und -Deklaration.